# مورسفلد
مورسفلد (به آلمانی: Mörsfeld) یک شهر در آلمان است که در دنرسبرگکرایس واقع شده‌است. مورسفلد ۵۳۹ نفر جمعیت دارد.